# Unió Civil «Roma»
La Unió Civil «Roma» (Graždansko Obedinenie "Roma") és un partit polític de Bulgària, que representa a la minoria roma d'aquest país. Es va formar de la unió de nou organitzacions no-governamentals de la minoria roma. Forma part de la Coalició per Bulgària, una aliança liderada pel Partit Socialista Búlgar. Aquesta coalició va obtenir a les eleccions legislatives búlgares de 2001 el 17,1% dels vots, i 48 dels 240 escons de l'Assemblea Nacional. A les eleccions legislatives búlgares de 2005 la coalició va obtenir el 34,2% i 82 escons.